# آریستید کوشیا
آریستید کوشیا (انگلیسی: Aristide Coscia; ۱۵ مارس ۱۹۱۸ – ۱۰ مارس ۱۹۷۹) بازیکن فوتبال اهل ایتالیا بود.
از باشگاه‌هایی که در آن بازی کرده‌است می‌توان به باشگاه فوتبال اینتر میلان، باشگاه فوتبال آلساندریا، باشگاه فوتبال یوونتوس، باشگاه فوتبال آ.اس. رم، باشگاه فوتبال سمپدوریا، و باشگاه فوتبال وارزه اشاره کرد.